# Robert Pierpont Blake
Robert Pierpont Blake (ur. 1 listopada 1886 w San Francisco, zm. 9 maja 1950 w Cambridge, Massachusetts) – amerykański historyk, orientalista, bizantynolog, badacz dziejów i kultury Gruzji i Armenii. 

## Życiorys
W czasie studiów dwukrotnie (w 1911 i 1918) przebywał w Rosji w towarzystwie Johna Harvarda. Opanował wtedy kilka języków: arabski, syryjski, ormiański i gruziński. 
W 1918, z ramienia uniwersytetu w Saint Petersburgu, udał się do Gruzji. Badał tam różne teksty i dokonał aktualizacji katalogów rękopisów znajdujących się w Tbilisi. Pozostał tam i uczył języka greckiego w dobie, gdy ten kraj pogrążony był w konflikcie z bolszewicką Rosją. 
W 1920 opuścił Gruzję, udając się na Uniwersytet Harvarda, gdzie objął stanowisko profesora. 
Był jednym z pionierów amerykańskiej bizantynistyki. Jego prace nad rękopisami gruzińskimi były przełomowe.